# Cremastus conformis
Cremastus conformis är en stekelart som beskrevs av Dasch 1979. Cremastus conformis ingår i släktet Cremastus och familjen brokparasitsteklar. Inga underarter finns listade i Catalogue of Life.